# Cowley (Wyoming)
Pour les articles homonymes, voir Cowley.
Cowley est une municipalité américaine située dans le comté de Big Horn au Wyoming.
Lors du recensement de 2010, sa population est de 655 habitants. La municipalité s'étend sur 0,84 milles carrés (2,18 km2).

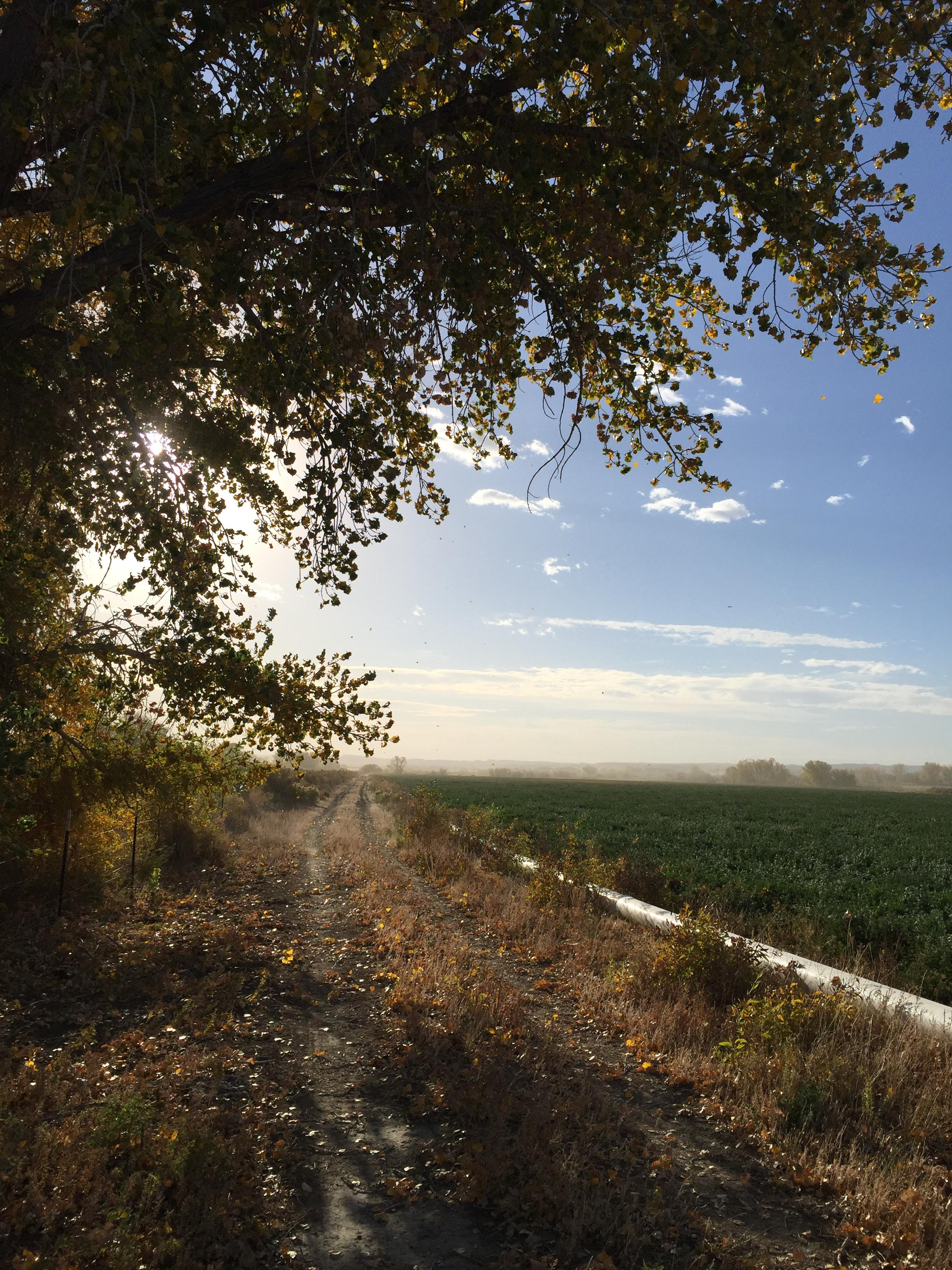
Juste au sud de Cowley, octobre 2015